# هانو (ملك)
كان هانو أو خانو أحد الملوك الآشوريين الذي تم ذكره في قائمة ملوك آشور باعتباره واحداً من الملوك الستة عشر الذين كانوا يعيشون في الخيام، وبالتالي كان من رئيساً لقبيلة سامية من قبائل البدو الرحل.
تم ذكر هانو في قائمة الملوك الآشوريين بعد ديدانو لكن العلاقة فيما بينهما غير معروفة، وبما أن قائمة الملوك لم تدعي القرابة بين 15 الملوك الأوائل الذين سكنوا الخيام، فيعتقد انهم ربما كانوا زعماء القبائل التي أتحدت فيما بينها لتكون آشور. وهم من القبائل السامية التي استقرت في الصحراء في المنطقة المحيطة لمدينة تيرقا. حسب الوثائق التي عثر عليها قرب مدينة ماري، وحسب قائمة الملوك خلفه الملك زوابو.